# Красное Колычёво
Кра́сное Колычёво — село Лев-Толстовского района Липецкой области, входит в состав Октябрьского сельсовета.

## Название
Название — по фамилии владельца Колычева. Позднее прибавлено слово красное в значении «хорошее».

## История
Нововведенское, именуемое также, по имени своего владельца, Колычевым, до присоединения к Раненбургскому уезду, принадлежало к уезду Лебедянскому. Прямых указаний на время первоначального построения в этом селе Введенской церкви нет, по существующему преданию, она существовала с 1737 года. В мае 1791 г. владелец с. Колычева камер-юнкер Иван Григорьевич Наумов просил Воронежского преосвящ. Иннокентия о дозволении ему, вместо ветхой деревянной построить новую каменную церковь в прежнее храмонаименование, на что и испрашивал храмозданную грамоту. 22 июня того же года Лебедянским протопопом Феодором Хлевинским совершена была закладка каменной Введенской церкви. В 1796 году вдова Марфа Александровна Наумова вынуждена была просить епархиальное начальство о дозволении ей начатую в 1791 г. каменную церковь строением докончить, а деревянную - исправить, и по исправлении в ней ветхостей, отпечатать и разрешить в ней богослужение. Каменная Введенская церковь, за исключением колокольни, окончена была постройкой и освящена только в 1805 г. Длина и ширина её не превышала 20 аршин. Прежде бывшая деревянная церковь продана была в 1806 г. в село Домачи.
В XIX — начале XX века село входило в состав Троицкой волости Раненбургского уезда Рязанской губернии. В 1906 году в селе было 89 дворов.
С 1928 года село являлось центром Красно-Колычевского сельсовета Лев-Толстовского района Козловского округа Центрально-Чернозёмной области, с 1954 года — в составе Октябрьского сельсовета Липецкой области.

## Население
| 1859 | 1897 | 1906 | 2000 | 2010 |
| ---- | ---- | ---- | ---- | ---- |
| 599  | ↘503 | ↗665 | ↘9   | ↘3   |